# Quirino Gasparini
Pour les articles homonymes, voir Gasparini.
Quirino Gasparini (né le 24 octobre 1721 à Gandino, dans la province de Bergame, en Lombardie – mort à Turin le 30 septembre 1778) est un compositeur italien du XVIIIe siècle.

## Biographie
Ecclésiastique, Gasparini étudie la composition avec Giovanni Andrea Fioroni, puis avec Giovanni Battista Martini. D’après Giorgio Pestelli, il vit à Brescia, Venise, et Bologne où il devient membre de l’Accademia Filarmonica.
En 1758, il est engagé comme maître de musique par le comte d’Asiago et, deux ans plus tard, il est choisi comme maître de chapelle de la cathédrale de Turin, poste qu’il occupe jusqu’à sa mort.

## Œuvres

### Opéras
- Artaserse
- Mitridate, re di Ponto

### Musique sacrée
- Stabat Mater
- 11 messes
- 3 Requiem
- Passion selon St Marc
- 15 antiphonaires
- 9 Litanies à la Vierge Marie
- 5 Miserere
- 4 Laudate Pueri
- 3 Lauda Sion
- 3 Magnificat

### Musique instrumentale
- 6 Trios accademici, op. 1, pour 2 violons et violoncelle (ed. Paris, c 1755)
- 6 Trios pour 2 violons et violoncelle (ed. Londres, c 1760)
- Concerto pour violon (manuscrit)
- Concerto pour clavecin & cordes (manuscrit)
- Sonates pour orgue (manuscrits)